# Lybius rubrifacies
El barbudo carirrojo (Lybius rubrifacies) es una especie de ave de la familia de los barbudos africanos (Lybiidae). Habita en las húmedas sabanas, secas sabanas y en tierras de cultivo de Burundi, Ruanda, Tanzania y Uganda.
Esta especie es amenazada por la pérdida de hábitat.
- Datos: Q767501
- Multimedia: Lybius rubrifacies / Q767501
- Especies: Lybius rubrifacies